# Tchologo
Le Tchologo, région située au nord de la Côte d'Ivoire, est une circonscription administrative et une collectivité territoriale ayant pour chef-lieu, la ville de Ferkessédougou. En 2021, sa population est estimée à 603 084 habitants.
Cette région regroupe les départements de Ferkessedougou, Kong, Ouangolodougou. Elle est d'une part, administrée par un Préfet, Diakité Soualoho, et d'autre part, gérée par un Conseil Régional présidé par  Koné Lassina.

## Géographie
À l’image d’une majeure partie du pays, le relief de la région est peu accidenté avec ses plaines et ses plateaux.
La région est située dans la zone de savane sub-soudanienne ayant pour limite Nord, une ligne incluant les terroirs d’Odienné, Boundiali, Ferkessédougou et Bouna. Le climat y est de type soudano-guinéen à deux saisons, tandis que la végétation, selon le niveau de pression agricole, est caractéristique de la savane arborée, de la savane boisée ou de la savane arbustive.

## Démographie
La région couvre 17 728 km² et est peuplée par 603 084 habitants en 2021.
Les Niarafolos  et les Dioulas sont les groupes ethniques dominants du territoire qui abrite également plusieurs populations ivoiriennes non autochtones, ainsi que des étrangers d'origine africaine en particulier, des Maliens et des Burkinabés.
La langue autochtone dominante dans la région du Tchologo est le niarafolo [sev]  ou nyarafolo, une langue du grand groupe Sénoufo.

## Découpage administratif
| Départements         | Sous-Préfectures |
| -------------------- | ---------------- |
| Ferkessédougou       | Ferkessédougou   |
| Ferkessédougou       | Koumbala         |
| Ferkessédougou       | Togoniere        |
| Total Ferkessédougou | 3                |
| Kong                 | Bilimono         |
| Kong                 | Kong             |
| Kong                 | Sikolo Nafana    |
| Total Kong           | 4                |
| Ouangolodougou       | Diawala          |
| Ouangolodougou       | Niellé           |
| Ouangolodougou       | Toumoukro        |
| Ouangolodougou       | Kouara           |
| Ouangolodougou       | Ouangolo         |
| Total Ouangolodougou | 5                |
| Total Général Région | 12               |

La région du Tchologo regroupe trois départements (Ferkessédougou, Kong , Ouangolodougou) et douze sous-préfectures.

## Économie

### Agriculture
Les populations rurales de la région s'adonnent, pour l'essentiel, à l'agriculture et à l'élevage. Elles réalisent des cultures vivrières, notamment de l'igname, du maïs, du riz, de l'arachide, du mil, du sorgho, de la patate douce, du niébé et du fonio) ; des cultures annuelles de rente et en particulier du coton, du tabac, du soja, diverses cultures maraîchères, de la canne à sucre ; des cultures pérennes de rente, notamment des mangues, des avocats, des agrumes et de l'anacarde.
L'élevage est tourné vers les bovins, caprins, porcins, ovins, volaille et intègre la pisciculture et l'apiculture. La région constitue une importante zone productrice de légumes, de riz et maïs, s'agissant des cultures vivrières. Elle produit également, pour la consommation locale et l'exportation, le coton, l'anacarde et le sucre.
Les producteurs de coton et d'anacarde sont regroupés au sein de l'Union des producteurs de coton et d'anacarde de la région du Tchologo (UPROCAT) et répartis en plusieurs coopératives agricoles dont 10 sont répertoriées à la Chambre d'Agriculture de Côte d'Ivoire :
| Coopérative                                             | Sigle   |
| Coopérative agricole Djiguiya de Broundougou            | CADB    |
| Coopérative agricole Kapieletchen de Gnonfigue Zanakaha | CAKGZ   |
| Coopérative agricole Chigata Brahimavogo                | CACB    |
| Coopérative Kleman de Galgologo                         | CKG     |
| Coopérative Yeki Yaifaira de Niellé                     | COYENI  |
| Coopérative Celaceli de Niellé                          | COCENI  |
| Coopérative Gnomplin de Touplevogo                      | COGTOU  |
| Coopérative Diarra Lanviara                             | CODILA  |
| Coopérative Nambingue                                   | COOPNAM |
| Coopérative Wopninwognon de Nambeguevogo                | COWONA  |

La canne à sucre, originaire de l’Inde et introduite en Afrique au XVIe siècle, n'a vu ses premières parcelles expérimentales dans la région qu'en 1964, et son développement véritable n'a commencé qu'en 1971, lorsque fut créée la Société d’État pour le Développement des Plantations de Canne à Sucre (Sodesucre) visant à développer la production sucrière, et à créer des pôles de développement autour des complexes agro-industriels.
En décembre 1974, le complexe agro-industriel Ferké I est créé avec une superficie exploitable en cannes à sucre de 6 200 ha ainsi qu'une usine ; Puis, en décembre 1978, Ferké II est mis en place avec une superficie exploitable de 5 720 ha de même qu'une usine.
Ces infrastructures, privatisées par la suite sont, en 2014, propriété de la Sucaf Côte d'Ivoire qui dispose de plantations de cannes à sucre couvrant 14 600 ha sur lesquelles elle récolte plus d'un million de tonnes de canne, et produit 105 000 tonnes au moyen de ces deux sucreries : Ferké 1 et Ferké 2 (distantes de 35 km l'une de l'autre), situées respectivement dans les départements de Ferkessédougou et de Niakaramandougou.

### Industrie
Les productions industrielles sont dominées par le coton, l'anacarde et le sucre.
L'usine de Ferké1 est spécialisée dans la production du sucre en morceau ou de granulé blanc tandis que celle de Ferké 2 est consacrée au granulé roux.

### Commerce
Le bois, énergie constitue une source de revenus non négligeable. En effet, des tonnes de bois de feu et de charbon de bois sont acheminées chaque jour, des zones rurales vers les villes. 90 % environ de la population urbaine des zones de savanes utilisent le bois de feu ou le charbon de bois, et 100 % des ménages ruraux utilisent le bois de chauffe.